# Grandcamp-Maisy
Grandcamp-Maisy ist eine im Département Calvados in der Region Normandie gelegene französische Gemeinde mit 1525 Einwohnern (Stand 1. Januar 2022), die am 1. November 1972 durch den Zusammenschluss der bisherigen selbständigen Kommunen Grandcamp-les-Bains und Maisy entstand. Ihre Einwohner werden Grandcopais oder Grandcamp-Maiserais genannt.

## Geographie
Grandcamp-Maisy befindet sich im Bessin am Ärmelkanal, etwa neun Kilometer nordöstlich von Isigny-sur-Mer und rund 30 Kilometer nordwestlich von Bayeux.

## Zweiter Weltkrieg
Auf dem Gemeindegebiet liegt die Maisy Batterie (Widerstandsnest 83) die während des Zweiten Weltkriegs Teil des Atlantikwalls und mit Geschützen sFH 414 (f) ausgestattet. Die Stellungsanlage lag unweit der Anlagen von Pointe du Hoc, zwischen der östlich gelegenen Batterie Longues-sur-Mer und der nordwestlich gelegenen Batterie von Crisbecq.
Außerdem gab es bis 2015 in der Gemeinde das Musée des Rangers (Ranger-Museum), das an die Landung in der Normandie am 6. Juni 1944, insbesondere die Einnahme des im Gemeindegebiet gelegenen Pointe du Hoc, erinnerte. Dort befindet sich jetzt die örtliche Touristen-information.

## Bevölkerungsentwicklung
| Jahr                       | 1962 | 1968 | 1975 | 1982 | 1990 | 1999 | 2006 | 2016 |
| Einwohner                  | 1932 | 1880 | 1809 | 1845 | 1881 | 1831 | 1757 | 1562 |
| Quellen: Cassini und INSEE |      |      |      |      |      |      |      |      |

## Wirtschaft und Infrastruktur
Haupterwerbszweige in Grandcamp-Maisy sind der Tourismus und die Fischerei, insbesondere von Jakobsmuscheln. Der heutige Fischereihafen wurde 1926 eingerichtet, seit 1975 besteht auch eine Marina.
Die nächste überregionale Straße ist die Route Nationale N 13 Paris–Cherbourg, die etwa sechs Kilometer südlich von Grandcamp-Maisy verläuft. Eine Bahnanbindung bestand von 1888 bis 1922.

## Gemeindepartnerschaft
Partnergemeinde von Grandcamp-Maisy ist seit 1981 Kindsbach in Rheinland-Pfalz (Deutschland).